# Marxa de les Carolines
La Marxa de les Carolines (La parade des Carolines, en francès) és un fragment del llibre Journal du Voleur, de l'escriptor Jean Genet, que descriu una anècdota basada en un grup de transvestits de Barcelona.
L'acció transcorre el 9 de gener de 1933 i descriu l'existència de col·lectius amb costums sexuals poc convencionals.

## Detalls
Tot i que es desconeix la data exacta, l'escriptor Jean Genet que per aquell temps vivia a la ciutat de Barcelona, narra en el seu llibre Diari d'un lladre la comitiva formada per les Carolines, joves transvestits de la zona, que segons ell tingué lloc el 1933. Segons el propi escriptor, les Carolines acostumaven a tenir encontres sexuals als urinaris públics situats al final de la Rambla, coneguts com les vespasianes. Degut a la corrosió que havia efectuat la orina dels usuaris en els urinaris i els nombrosos atacs que havien rebut històricament per part del col·lectiu anarquista, les Carolines, davant de la seva degradació, volgueren homenatjar l'espai. En el mateix llibre, Jean Genet relata:
| «            | Estava [l'urinari] prop del port i de la caserna, i la càlida orina de milers de soldats havia corroït la seva xapa de metall. En constatar la seva mort definitiva, les Carolines, amb xals, manteletes, vestits de seda i jaquetetes ajustades hi acudiren en solemne delegació per dipositar-hi un ram de flors vermelles lligat amb un crespó de gasa. El seguici partí del Paral·lel, torçà pel carrer de Sant Pau, baixà per la Rambla fins a l'estàtua de Colom. Eren les vuit del matí, el sol il·luminava l'escena. Les vaig veure passar i les vaig acompanyar de lluny. Sabia que el meu lloc era a la comitiva: les seves veus ferides, els seus crits de dolor, els seus gests exagerats, es proposaven travessar l'espès menyspreu del món. Les Carolines eren grandioses: les Filles de la Vergonya. Arribades al port, torceren a la dreta en direcció a la caserna i sobre la xapa rovellada i pudent de l'urinari públic, sobre la seva ferralla morta, dipositaren les flors. | » |
| — Jean Genet | |   |

És per això que s'ha considerat aquesta marxa com un precedent de les marxes de l'orgull LGTB, donat que el col·lectiu de les Carolines es mostraren amb una total desinhibició.